# Parafia Matki Bożej Królowej Pokoju w Warszawie
Parafia Matki Bożej Królowej Pokoju w Warszawie – parafia rzymskokatolicka należąca do dekanatu bielańskiego, archidiecezji warszawskiej, metropolii warszawskiej Kościoła katolickiego w Warszawie, znajdująca się na Młocinach.

## Historia
Parafia została założona przez kardynała Stefana Wyszyńskiego w 1951 roku. 

### Kościół parafialny
Kościół pod wezwaniem Matki Bożej Nieustającej Pomocy zbudowany jako kaplica w 1951 roku z inicjatywy ks. Konstantego Kruka (Rosińskiego). Wokół kaplicy został zbudowany kościół z inicjatywy ks. Wiesława Kabulskiego. Poświęcenia dokonał kardynał Józef Glemp 18 czerwca 1998 roku. Proboszczem parafii jest ks. kan. Jarosław Kotula.